# Carl Fredrik Hochschild
Carl Fredrik Lotharius Hochschild, född 13 september 1831 i Köpenhamn, död 12 december 1898 i Sövestads församling, Malmöhus län (folkbokförd i Jakob och Johannes församling, Stockholms stad), var en svensk friherre, diplomat och politiker (utrikesminister 1880–1885 samt riksdagsman). Sonson till Rutger Fredrik Hochschild. Gift 1858 med grevinnan Amelie Elisabet Charlotta Piper (1836–1921).
Hochschild blev student vid Lunds universitet 1848 och avlade kansliexamen året efter. Han tillbringade mycket av sin uppväxt vid sin fars sida, envoyén och friherre Carl Hochschild i de europeiska huvudstäderna där han lärde sig diplomatyrket och dess normsystem samt arbetsformer. Han fick också uppleva 1848 års revolutionära vindar och tog till sig dess mer frisinnade och moderna idéer.
Efter en plikttrogen karriär inom utrikesförvaltningen blev Hochschild envoyé i Berlin med ackreditering även i Dresden, Schwerin och Neustrelitz 1865. Hans inställning till Preussens kansler Otto von Bismarck samt dennes krigspolitik i Slesvig-Holsteinfrågan var kyligt och sympatilöst, en inställning som delades av statsledningen i Stockholm.
Efter att ha tillbringat större delen av 1865 med stor vantrivsel i den preussiska huvudstaden fick Hochschild 1866 placering som envoyé i London. Han reste dock hem till Stockholm för att rösta ja till representationsreformen som han starkt stödde. Han erbjöds under ministärkrisen 1871 chefskapet över UD men ställde sådana krav på hur regeringens sammansättning skulle se ut att han denna gång blev förbigången.
Efter hemkomsten från London 1876 invaldes Hochschild i första kammaren 1877 där han kom att tillhöra "skåningarna" eller de kompromissvänliga. 1880 utsågs han till utrikesminister och excellens efter Oscar Björnstjerna. Hochschilds största utmaningar inom utrikespolitiken låg inom unionspolitiken där hans linje var smidig anpassning utan att göra farliga medgivanden. Oscar II och den nationella högern var kritiskt inställda till honom.
Inom regeringen drev Hochschild en linje att traktatsfrågor skulle överflyttas från den ministeriella konseljen till statsrådet i sin helhet. Förändringsförslaget till grundlagen att den ministeriella konseljen skulle utökas med ett statsråd ansåg han var en "skenreform" . Han fick dock mothugg av sina regeringskollegor som ansåg att hans reformförslag skulle underminera regeringen i första kammaren inför avgörandet av de viktiga frågorna om försvaret och grundskatterna.
På grund av att Hochschild gjort sig obekväm inom regeringen och första kammaren fick han avgå som utrikesminister samt blev ej omvald till sitt förstakammarmandat. Han blev 1887 utsedd till ordförande i Sveriges allmänna exportförenings styrelse.

## Utmärkelser

### Svenska utmärkelser
- Riddare och kommendör av Kungl. Maj:ts Orden (Serafimerorden), 1 oktober 1881.[5]
- Kommendör med stora korset av Nordstjärneorden, 27 maj 1871.[5]
- Kommendör av Nordstjärneorden, 3 juli 1866.[5]
- Riddare av Nordstjärneorden, 28 januari 1862. [5]
- Riddare av Carl XIII:s orden, 28 januari 1891.[5]

### Utländska utmärkelser
- Riddare av Badiska Fidelitasorden, 20 september 1881.[5]
- Riddare av Badiska Zähringer Löwenorden, 20 september 1881.[5]
- Storkorset av Belgiska Leopoldsorden, augusti 1878.[5]
- Storkorset av Franska Hederslegionen, 3 juni 1882.[5]
- Storkorset av Norska Sankt Olavs orden, 1 december 1880.[5]
- Riddare av första klassen av Preussiska Röda örns orden, 1866.[5]
- Kommendör av Italienska Sankt Mauritius- och Lazarusorden, januari 1862.[5]
- Storkorset av Monegaskiska Karl den heliges orden, 1884.[5]
- Storkorset med kedja av Spanska Karl III:s orden, 1885.[5]
- Första klassen av Osmanska rikets Osmanié-orden, 22 juli 1882.[5]